# 2037 (فلم)
2037 (بالكورية: 이공삼칠) هو فيلم كوري جنوبي من إخراج مو هونغ جين. تصنيف الفلم دراما إنسانية والذي تدور أحداثه بين السجينات، يصوّر الفلم قصة الكبار الذين يريدون إعطاء الأمل للواقع الذي يصعب تصديقه الذي حدث لفتاة تبلغ من العمر 19 عامًا. تم إصداره في 8 يونيو 2022.  

## ملخص
فتاة تبلغ من العمر 19 عامًا تدعى يون يونغ، تعيش بمفردها مع والدتها الصماء، تستعد لامتحان الخدمة المدنية أثناء عملها بدوام جزئي وتصبح قاتلة بعد حادث غير متوقع. فتُسجن يوون يونغ، فأُطلق عليها السجين 2037 بدلًا من اسمها. وفي هذا الوضع اليائس يجتمع زُملاؤها في غرفة زنزانة رقم 12، ولكل منهم قصته الخاصة، وكان الهدف من اجتماعهم وتجمعهم هو حماية يون يونغ.

## طاقم التمثيل
- هونغ يي جي في دور (يون يونغ )وهي فتاة تبلغ من العمر 19 عاما تُسجن لارتكابها جريمة قتل.[3]
- كيم جي يونغ في دور (كيونغ سوك)، وهي والدة يون يونغ وتعاني من ضعف السمع.
- كيم مي-هوا في دور (سون جي)، وهو زعيم الخلية 12.
- Hwang Seok-jeong بدور (ليرا) ، وهو من قراصنة السجن.
- شين إيون-غونج بدور (سيون سو)، سجينة تحب المطالعة وذات مبادئ.
- جيون سو-مين بدور (يانغ مي)، آخر سجينة متهمة بالزنا قبل إلغاء عقوبة الزنا.
- يون مي كيونغ مثير للمشاكل ومزعج، سجين في الزنزانة 12 وهو الشخص الذي يعطي الأمل يون يونغ ليساعدها بالرجوع إلى طبيعتها.
- كيم دو يون كحارس سجن [4]
- جونغ إن كي دور حارس السجن [5]
- سيو جين وون قاضيًا [6]
- هونغ سيو جون [7]
- جونغ إن جي

## إنتاج
بدأ التصوير الرئيسي رسميًا بتاريخ 25 مايو 2021 في مدينة باجو حي كيونج جي دو. 

## روابط خارجية
- مقالات تستعمل روابط فنية بلا صلة مع ويكي بيانات